# Frank Osmond Carr
Frank Osmond Carr, né à Bradford le 23 avril 1858 et décédé à Uxbridge le 29 août 1916, connu sous le nom de F. Osmond Carr, est un compositeur anglais d'opéras comiques et de comédies musicales des époques victorienne et édouardienne.

## Vie et carrière
Franck Osmond Carr naît à Bradford, dans le Yorkshire (Angleterre). Ses parents sont George Saxton Carr, un maître d'école et Margaret Painter. Il fréquente le New College d'Oxford puis le Downing College de Cambridge, où il obtient le grade de Bachelor of Arts en 1883. En 1884, il retourne à Oxford pour recevoir un diplôme en musique. Il poursuit ses études au Trinity College de Cambridge et devient Master of Arts en 1886. En 1891, il obtient un doctorat en musique à Oxford.
La première œuvre musicale de Carr est le « burlesque » Faddimir, or the Triumph of Orthodoxy  (avec le parolier Adrian Ross), créé au Vaudeville Theatre de Londres en 1889. Cette production attire l'attention du producteur George Edwardes. Edwardes commande des chansons à Carr et Ross, y compris son prochain spectacle au Gaiety Theatre, le burlesque  Ruy Blas and the Blasé Roué. Ils écrivent ensuite la partition d'un burlesque Joan of Arc, or, The merry maid of Orleans (1891) (1891), puis les chansons pour ce que beaucoup d'historiens considèrent comme la première comédie musicale britannique, In Town (1892). Carr compose aussi un autre burlesque cette année, Blue Eyed Susan, pour le Prince of Wales Theatre. Carr écrit alors deux comédies musicales à succès pour le producteur Fred Harris :  Morocco Bound (1893), qui sera un modèle pour les comédies musicales de variétés à venir, et Go-Bang (1894), toutes deux avec des paroles d'Adrian Ross.
En 1894, Edwardes engage Carr pour écrire la musique de His Excellency, un opéra-comique sur un livret de William S. Gilbert, sans grand succès malgré quelques productions internationales. À la fin des années 1890, Carr écrit une série de comédies musicales qui seront toutes des échecs, hormsi quelques chansons qui deviendront populaires en Grande-Bretagne : Billy (1895), My Girl (1896 avec Ross), Biarritz (1896 avec Ross et Jerome K. Jerome), Little Tich (1896, avec George Dance), Thrillby (1897) et The Maid of Athens (1897, produit par Carr).
Après 1900, The Southern Belle (1901), The Rose of the Riviera (1903), Miss Mischief (1904) et The Scottish Bluebells (1906) obtiendront un succès appréciable en province mais Carr ne retrouvera jamais sa popularité passée. Il écrit également la partition d'un ballet produit à l'Empire Theatre en 1907 : Sir Roger de Coverley.
Carr se retire dans la campagne en 1916, mais il décédé presque immédiatement d'une crise cardiaque à Uxbridge, dans le  Middlesex à l'âge de 58 ans.

## Source
- (en) Cet article est partiellement ou en totalité issu de l’article de Wikipédia en anglais intitulé « Frank Osmond Carr » (voir la liste des auteurs).